# Gay Power Club
Gay Power Club fue una asociación política sueca con sede en Örebro y fundada en mayo de 1970. Según sus estatutos, su propósito era fomentar la comprensión entre las diferentes minorías de la sociedad. Sus actividades se centraban tanto en eventos de entretenimiento como en la incidencia política. El movimiento de liberación gay estadounidense, que surgió tras los disturbios de Stonewall en 1969, ejerció una fuerte influencia en la asociación.

## Historia
Con motivo del primer aniversario de la asociación, el 15 de mayo de 1971, se organizó una manifestación en el centro de Örebro en la que participaron unas quince personas. Los carteles mostraban mensajes como «Igualdad sexual», «El conocimiento destruye los prejuicios» y «Educación sexual objetiva». Unas semanas más tarde, la manifestación se repitió en Uppsala, en el marco de una conferencia organizada por la Federación Sueca para los Derechos de Lesbianas, Gays, Bisexuales y Transexuales (RFSL). Otra manifestación se celebró en Estocolmo el 27 de junio del mismo año, exactamente dos años después de los disturbios de Stonewall en Nueva York; en esta ocasión participaron 16 personas. El presidente del Gay Power Club, Sören Klippfjell, pronunció un discurso en la [[Plaza Sergel], la última parada del desfile. Las manifestaciones organizadas por el Gay Power Club fueron las primeras reuniones políticas abiertamente gay en Suecia.
El Gay Power Club ha sido descrito como el grupo de liberación gay más activo de Suecia en aquel momento, y en ese sentido influyó en la radicalización del movimiento gay sueco en general. Su presidente, Sören Klippfjell, fue el impulsor del giro político de la RFSL a principios de la década de 1970, cuando la asociación —fundada en 1950— pasó de una actitud de asimilación pasiva a una postura política más crítica socialmente. A la par de la radicalización de la RFSL, el Gay Power Club también solicitó su ingreso como club independiente, lo cual se le concedió en una asamblea anual extraordinaria el 19 de septiembre de 1971. Diez años después, en 1981, la asociación se convirtió formalmente en una sección local de la RFSL.
El recuerdo de la manifestación del grupo en 1971 quedó inmortalizado 50 años después en un monumento conmemorativo frente al Ayuntamiento de Örebro. El monumento, obra de la artista Edith Hammar, se inauguró en diciembre de 2021. Ese mismo año se publicó la novela de Jonas Gardell, Un año más feliz, que trata en parte sobre la labor y el activismo del Gay Power Club. La novela recibió el premio al Libro del Año en los Premios Gaygalan 2022, entregados por la revista QX.